# Vila Nova de Famalicão
Vila Nova de Famalicão (conocida frecuentemente solo como Famalicão)[cita requerida] es una ciudad portuguesa del distrito de Braga, región estadística del Norte (NUTS II) y comunidad intermunicipal del Ave (NUTS III), con cerca de 30 188 habitantes. Se sitúa a una altitud media de 97 metros.
Es sede de un municipio con 201,85 km² de área y 133 574 habitantes (2021), subdividido en treinta y cuatro freguesias. El municipio limita al norte con el municipio de Braga, al este con Guimarães, al sur con Santo Tirso y Trofa, al oeste con Vila do Conde y Póvoa de Varzim y al noroeste con Barcelos. Fue creado en 1835 por desmembramiento del municipio de Barcelos.

## Demografía
| Gráfica de evolución demográfica de Vila Nova de Famalicão entre 1900 y 2021 |
|                                                                              |
| Datos según el nomenclátor publicado por el INE portugués.                   |

## Organización territorial
El municipio de Vila Nova de Famalicão está formado por treinta y cuatro freguesias:
- Antas e Abade de Vermoim
- Arnoso (Santa Maria e Santa Eulália) e Sezures
- Avidos e Lagoa
- Bairro
- Brufe
- Carreira e Bente
- Castelões
- Cruz
- Delães
- Esmeriz e Cabeçudos
- Fradelos
- Gavião
- Gondifelos, Cavalões e Outiz
- Joane
- Landim
- Lemenhe, Mouquim e Jesufrei
- Louro
- Lousado
- Mogege
- Nine
- Pedome
- Pousada de Saramagos
- Requião
- Riba de Ave
- Ribeirão
- Ruivães e Novais
- Santa Maria de Oliveira
- São Martinho do Vale
- São Mateus de Oliveira
- Seide
- Vale (São Cosme), Telhado e Portela
- Vermoim
- Vila Nova de Famalicão e Calendário
- Vilarinho das Cambas

## Historia
Vila Nova de Famalicão fue elevada a ciudad en 1985.